# Javier Varas Herrera
Javier Varas Herrera (Sevilla, 10 de setembre de 1982), conegut com a Javi Varas, és un exfutbolista professional andalús, que jugava en la posició de porter.

## Trajectòria esportiva
Després d'haver militat en diversos equips andalusos, el 2005 fitxa pel Sevilla FC, que l'incorpora al seu filial, tot passant tres temporades amb el Sevilla Atlético.
A la campanya 08/09 puja al primer equip com a suplent d'Andreu Palop. El 17 de gener de 2009 debuta a la màxima categoria, en un encontre contra el CD Numancia que acaba 1 a 0 per al Sevilla. A la temporada següent, una lesió de Palop entre octubre i novembre del 2009 el va retornar a la titularitat, només concedint un gol en quatre partits.

## Palmarès

### Sevilla FC
- Copa del Rei (2009-10)